# 圖拉省
圖拉省（羅馬化：Tulskaya guberniya）是俄羅斯帝國和蘇聯早期的一個省。包括今日圖拉州全部、奧廖爾州東北部等。面積30,959平方公里，1897年人口1,419,456人。首府圖拉。
1796年建省，1929年被併入中央工業區。